# Oreolalax xiangchengensis
Oreolalax xiangchengensis é uma espécie de anfíbio da família Megophryidae.
É endémica da China.
Os seus habitats naturais são: florestas temperadas, rios e nascentes de água doce.
Está ameaçada por perda de habitat.